# Валентина Наппі
Валенти́на На́ппі (італ. Valentina Nappi; нар. 6 листопада 1990, Скафаті, Італія) — італійська порноакторка, натурниця, блогерка та колумністка.

## Біографія
Народилася в Скафаті в 1990 році. 
Валентина Наппі є бісексуальною атеїсткою та чайлдфрі, а з вересня 2020 року перебуває у шлюбі з Джованні Ланьєзе, її супутником життя вже близько 10 років. Разом з чоловіком вона є засновницею Gourmet concerto, альтернативного блогу кулінарної критики.

### Порноіндустрія
Потрапила в порноіндустрію 2011 року у віці 21 року у режисера Рокко Сіффреді. Після дебюту у фільмі Рокко POV Volume 24 знялася у фільмі Рокко "Сучки в уніформі", який був знятий компанією Evil Angel у 2012 році. Потім знімалася як в Італії, так і в США.
У червні 2012 року стала Playmate місяця італійського видання «Playboy», а в листопаді 2013 року — Кішечкою місяця журналу «Penthouse».
На її рахунку понад 400 зйомок на різних порностудіях, серед яких Brazzers, Dogfart, Elegant Angel, Evil Angel, Digital Playground та Jules Jordan.
22 грудня 2020 року оголосила про перерву з порноіндустрією, мотивуючи це відмовою кредитних карт VISA і MasterCard оплачувати послуги MindGeek, видавничої компанії Pornhub, Brazzers, Digital Playground та інших порномедіа, яка, за словами Наппі, гарантує їй близько 90% доходу.

### Поза порноіндустрією
Випускниця Школи мистецтв Салерно, станом на 2013 рік в університеті вивчала дизайн.
Має репутацію «інтелектуальної порнозірки», писала про становище чоловіків і жінок у сучасному суспільстві, брала участь у філософському фестивалі. У полеміці з філософом Дієго Фузаро про капіталізм оголосила себе прихильницею «футуристичного комунізму».
З 2014 року співпрацює з журналом MicroMega, який розміщує її статті в своєму авторському блозі.

## Нагороди
| 2016 | AVN Awards | (Найкраща сцена сексу втрьох Ж/Ж/Ч) у фільмі «Anikka’s Anal Sluts» (з Аніккою Олбрайт і Міком Блю) | Перемога |
| 2017 | XBIZ Award | XBIZ Foreign Female Performer of the Year (Іноземна виконавиця року)                               | Перемога |